# St. Johann Baptist (Neu-Ulm)

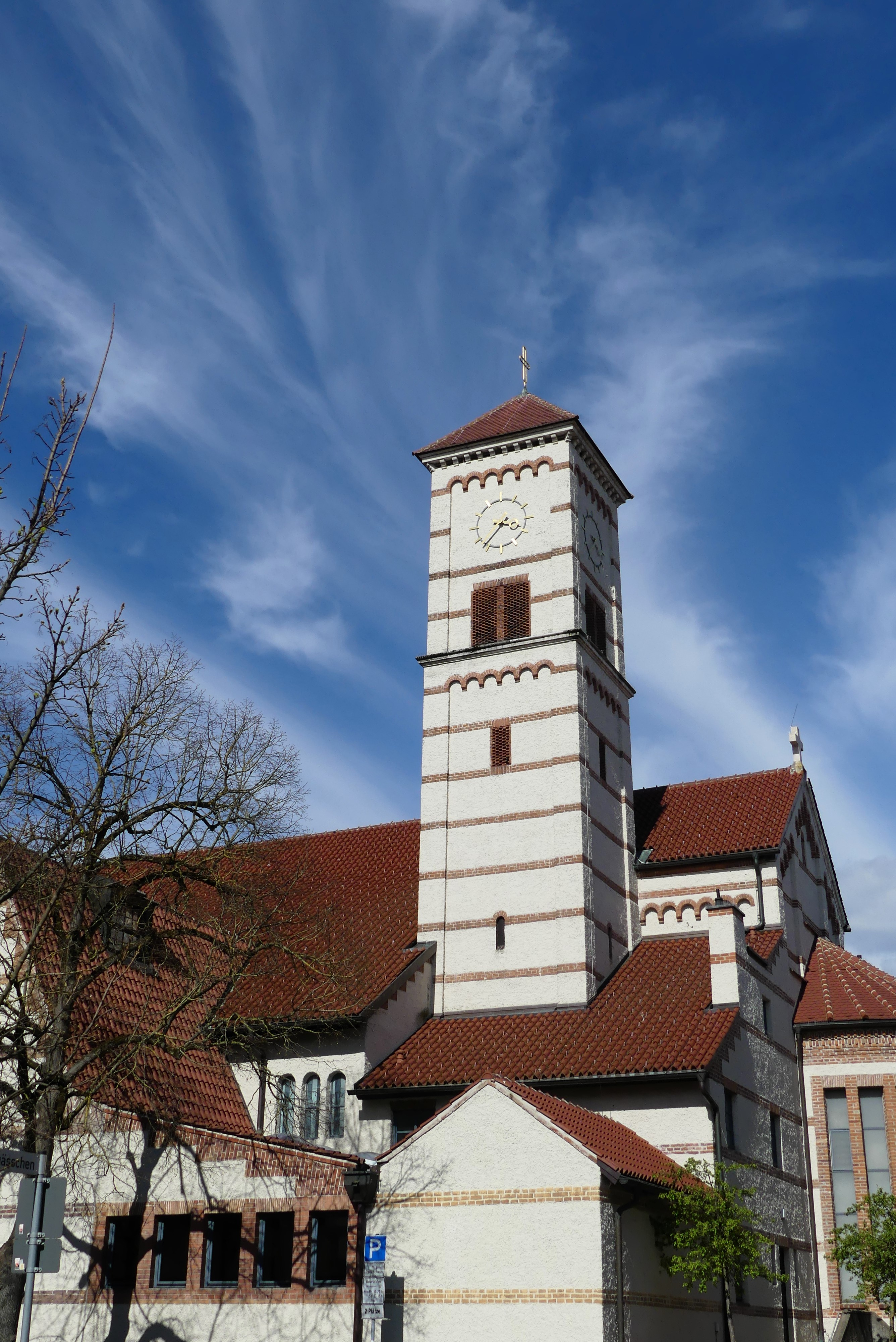
Turm von St. Johann-Baptist in Neu-Ulm

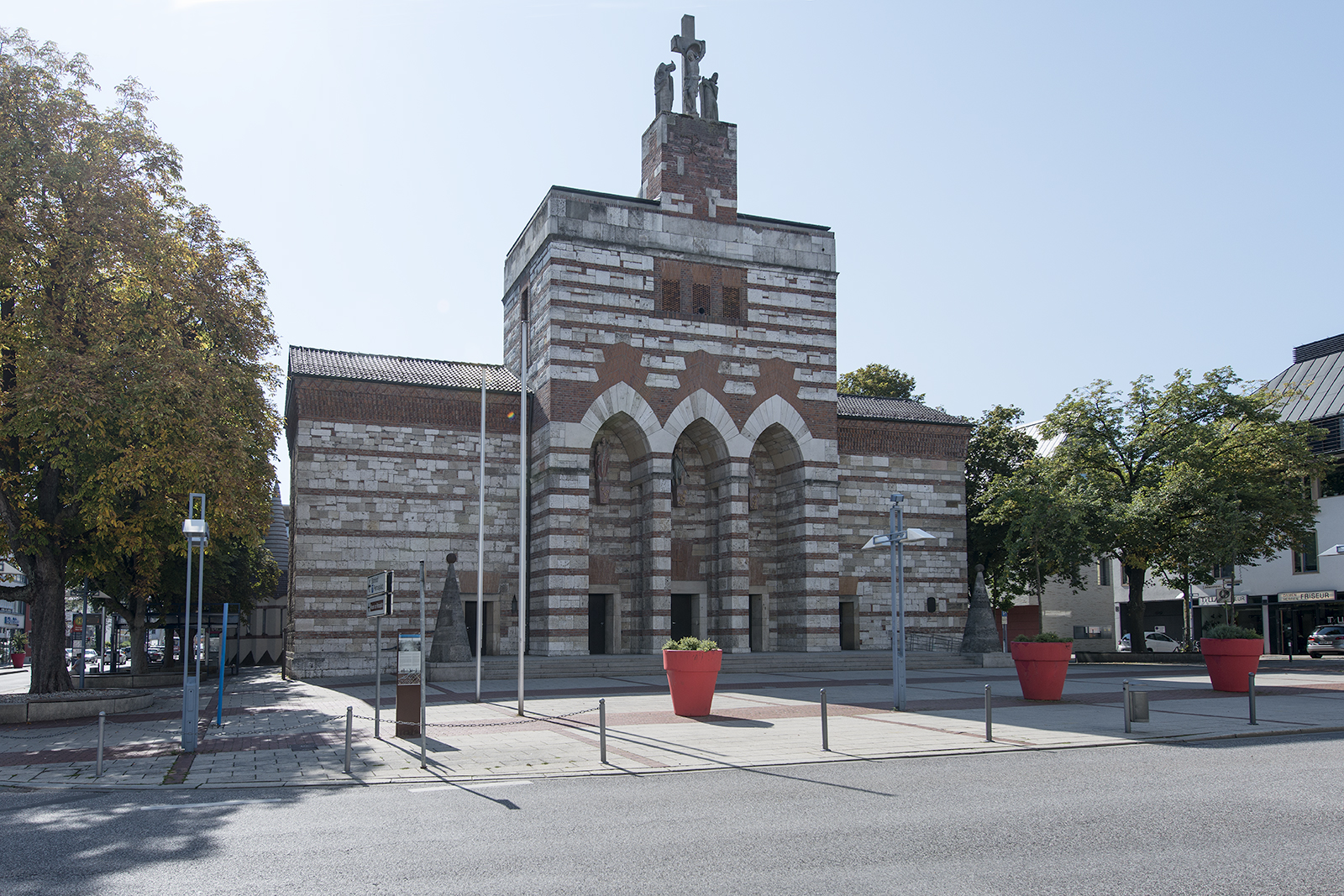
St. Johann-Baptist in Neu-Ulm

Die Kirche St. Johann Baptist in Neu-Ulm wurde als Garnisonkirche 1857 erbaut. Heute ist sie die katholische Pfarrkirche der Pfarrgemeinde St. Johann Baptist der Kernstadt und des Stadtteils Schwaighofen.

## Architektur

### Veränderungen
Die Kirche wurde ursprünglich als Garnisonskirche 1857 zunächst als einschiffiger neuromanischer Bau nach Plänen von Georg von Stengel erbaut. Von 1922 bis 1926 und nach dem Zweiten Weltkrieg wurde sie nach Entwurf von Dominikus Böhm erweitert und architektonisch zur jetzigen Form umgestaltet, wobei vom Altbau im Wesentlichen nur der Turmschaft zeittypischen Kantenlisenen und Rundbogenfriesen stehen blieb. Das in Farbkontrasten sichtbar präsentierte Baumaterial der Fassaden aus Jurakalkstein, Ziegel und Biberschwanzreste stammte aus abgebrochenen Befestigungsanlagen. Die durchgreifend umgebaute Kirche St. Johann Baptist gilt als Musterbeispiel ihrer Art und zählt kunsthistorisch zu den bedeutendsten deutschen Kirchenbauten des 20. Jahrhunderts im expressionistischem Stil.
In den 1930er Jahren wurde die Kirche auch als Neue Krieger-Gedächtniskirche bezeichnet. Eine letzte umfassende Restaurierung von 1980 bis 1985 gab dem Kircheninneren das heutige Aussehen.

### Baubeschreibung
Die Außenmauern und der Turm sind aus Material der abgebrochenen Ulmer Befestigungsanlagen (Jurakalkstein, Ziegel und Biberschwanzreste) gemauert. Im Inneren bildet der Gegensatz von hohlem Ziegelboden zu den in Licht getauchten weißen Wänden und eigenwilligen Gewölben eine frappierende Raumschöpfung, besonders bei der Taufkapelle. Von technischem Interesse ist der bei der Gewölbekonstruktion angewendete schalungslose Eisenbeton. Die Gewölbe waren durch die Konstruktionseisen sozusagen vorgezeichnet; diesen wurde auf der Unterseite ein weitmaschiges Eisengeflecht und diesem wiederum ein Ziegelgewebe (Rabitz) als Putzträger unterbunden. Schließlich erfolgte die Einführung und Verteilung des Betons von oben. Vom Innenraum aus wurde der Putz aufgetragen.

## Ausstattung

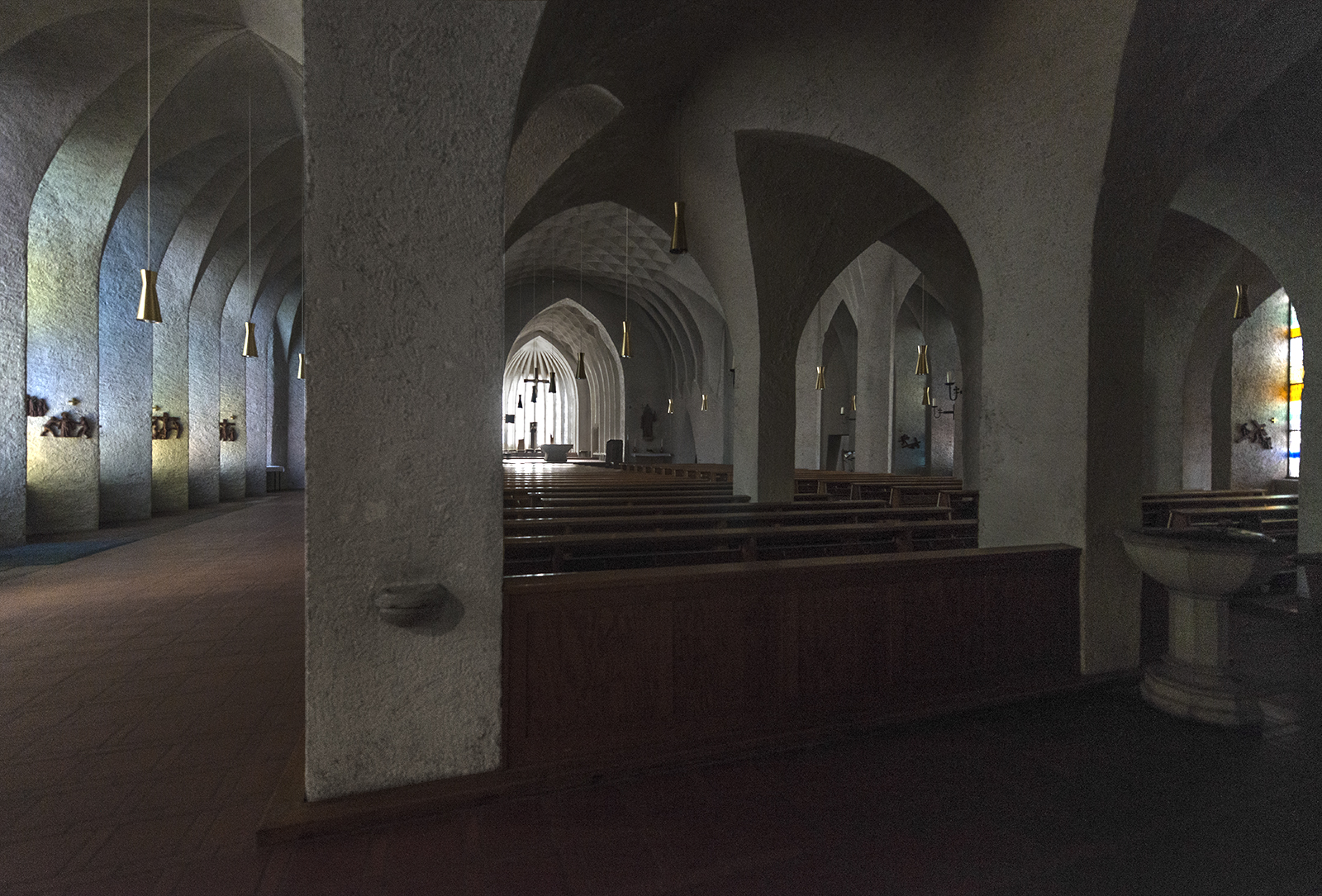
Kircheninneres, Blick zum Altar

### Altar, Haupt- und Querschiff, Kapellen, Schmuck
Die Ausstattung (Bronze- und Steinplastiken, Gestaltung der Fenster) stammt vom Bildhauer Reinhold Grübl.

### Orgel

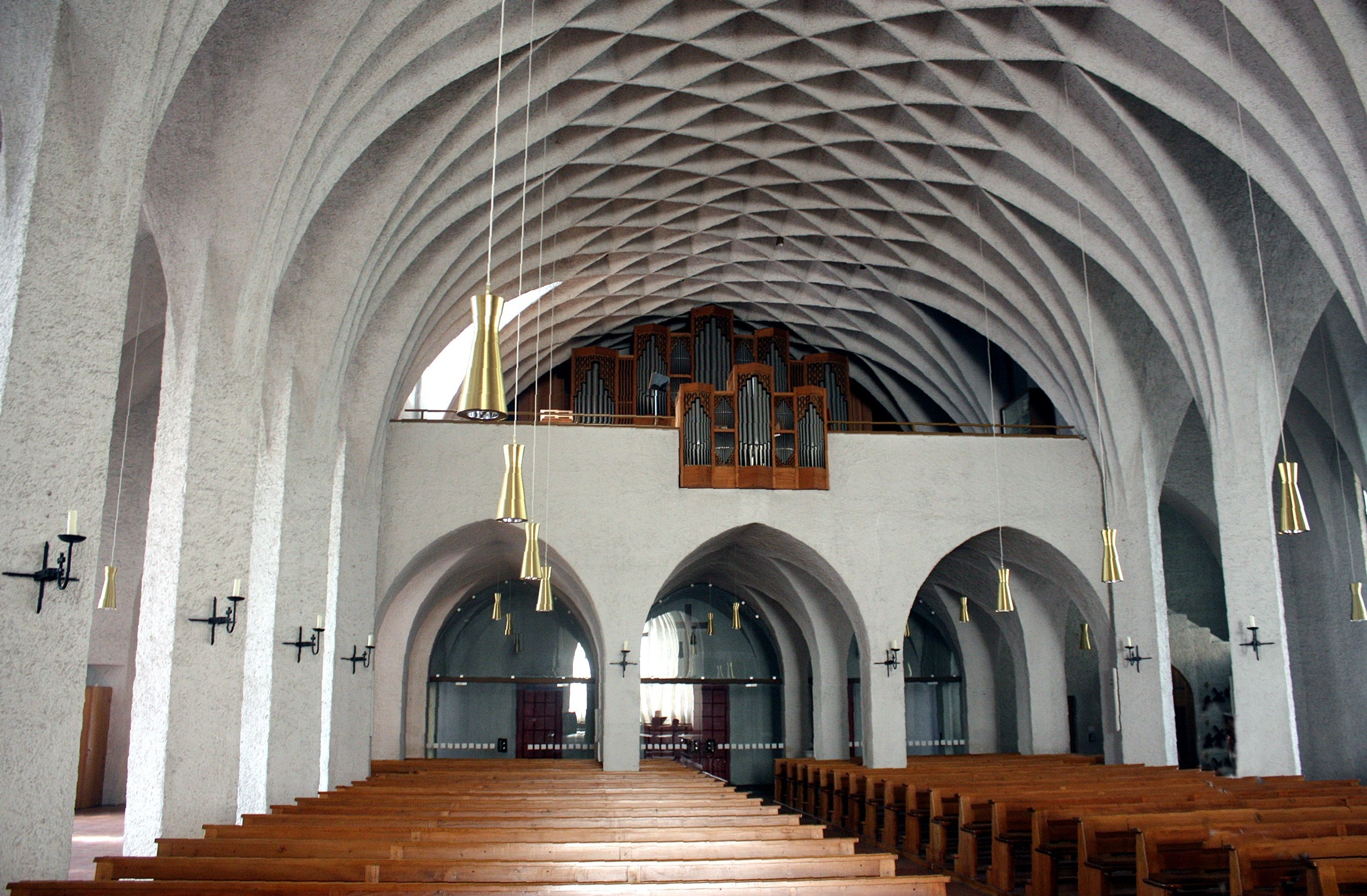
Innenansicht mit Orgel

Die Orgel wurde 1968 von der Orgelbaufirma Hubert Sandtner (Dillingen) erbaut und im Jahre 2000 neu intoniert und um zwei Register erweitert. Das Instrument hat heute 24 Register auf zwei Manualen und Pedal. Die Spieltrakturen sind mechanisch, die Registertrakturen elektrisch.
| I Hauptwerk C–  |        |
| Bourdun         | 16′    |
| Prinzipal       | 8′     |
| Rohrflöte       | 8′     |
| Oktav           | 4′     |
| Spitzflöte      | 4′     |
| Sesquialtera II | 2 ⁄3′  |
| Oktav           | 2′     |
| Mixtur IV-V     | 1 3⁄5′ |
| Trompete        | 8′     |

| II Rückpositiv C– |       |
| Spitzgambe        | 8′    |
| Gedackt           | 8′    |
| Prinzipal         | 4′    |
| Holzflöte         | 4′    |
| Doublette         | 2′    |
| Quinte            | 1 ⁄3′ |
| Scharff III       | 1′    |
| Dulcian           | 8′    |
| Tremulant         |       |

| Pedal C–   |       |
| Principal  | 16′   |
| Subbass    | 16′   |
| Oktav      | 8′    |
| Gedeckt    | 8′    |
| Choralbass | 4′    |
| Basszink V | 2 ⁄3′ |
| Posaune    | 16′   |

- Koppeln: II/I, I/P, II/P
- Spielhilfen: zwei freie Kombinationen, Tutti, Zungenabsteller